# John Waterlow
John Conrad Waterlow (13 juin 1916 - 19 octobre 2010) est un physiologiste britannique spécialisé dans la malnutrition infantile.

## Éducation
Waterlow fait ses études au Collège d'Eton. À l'école, Warterlow est inspiré par une conférence sur la Lèpre en Afrique de l'Ouest donnée par Tubby Clayton. Par conséquent, il continue à étudier les sciences naturelles au Trinity College de Cambridge en 1935, avant de changer pour étudier la médecine et la physiologie à la place. Il obtient en 1935 un diplôme de première classe en physiologie et obtient son diplôme de médecin en 1942 après avoir étudié au London Hospital Medical College, au cours duquel il passe beaucoup de temps à soigner les victimes du Blitz.

## Carrière
Après avoir obtenu son diplôme de médecin, il est rattaché au programme de recherche sur le personnel militaire du Conseil de la recherche médicale (MRC), sous la direction de BS Platt, où il passe un an à étudier les coups de chaleur et l'épuisement dû à la chaleur à Bassorah. Après la fin de la Seconde Guerre mondiale, Platt devient le chef d'une nouvelle unité de recherche au MRC, se concentrant sur la nutrition et Waterlow le suit et travaille avec l'unité. Pendant ce temps, Platt imprime une prédiction sur Waterlow selon laquelle "la nutrition sera le problème de l'avenir". Il est envoyé dans les Caraïbes en 1945 pour enquêter sur les raisons pour lesquelles un grand nombre d'enfants y meurent et découvre que beaucoup souffraient de malnutrition œdémateuse et de Stéatose hépatique, mais il ne savait pas pourquoi c'était le cas. Pour enquêter sur les cas, il fabrique une microbalance à l'aide d'un adhésif nouvellement inventé, l'Araldite, pour peser 2 mg d'échantillons de tissu hépatique et également un microrespiromètre pour mesurer l'activité enzymatique dans les échantillons. Le microrespiromètre est beaucoup plus sensible que ceux utilisés par d'autres biochimistes à l'époque et la microbalance est sensible au millionième de gramme près. Il découvre par la suite que le syndrome qu'il observe est le même que celui du Kwashiorkor qui a été décrit quelques années plus tôt en Afrique. Waterlow entreprend d'enquêter sur la base biochimique du Kwashiorkor, à la fois aux Antilles et dans plusieurs stations de terrain en Afrique. Il est l'éditeur fondateur du European Journal of Clinical Nutrition. Il est élu membre de la Royal Society en 1982.
Alors qu'il est dans les Caraïbes, il crée «l'unité de recherche sur le métabolisme tropical» à l'Université des Antilles en Jamaïque.

## Vie privée
Waterlow est le fils de Sydney Waterlow, un diplomate britannique et d'Helen Eckhard, issue d'une famille aisée d'immigrants allemands vivant à Manchester. En 1939, il épouse Angela Gray qui est étudiante en histoire à l'Université de Cambridge et ils ont plus tard deux fils et une fille, Sarah, Olivier et Dick.